# Daubensand
Daubensand település Franciaországban, Bas-Rhin megyében. Lakosainak száma 408 fő (2022. január 1.). Daubensand Gerstheim, Obenheim és Rhinau községekkel határos.

## Népesség
A település népességének változása:
| Lakosok száma | 364  | 378  | 397  | 401  | 430  | 447  | 448  | 428  | 408  |
|               | 2013 | 2015 | 2016 | 2017 | 2018 | 2019 | 2020 | 2021 | 2022 |